# آنا بليث
آنا بليث (بالإنجليزية: Anna Blyth) هي دراجة بريطانية، ولدت في 15 مايو 1988 في ليدز في المملكة المتحدة.

## وصلات خارجية
- آنا بليث على موقع أرشيف الدراجات (الإنجليزية)
- آنا بليث على موقع إحصائيات الدراجات الإحترافية (الإنجليزية)
- آنا بليث على موقع اتحاد ألعاب الكومنولث (مؤرشف) (الإنجليزية)